# Corne
Die Corne ist ein Fluss in Frankreich, der im Département Saône-et-Loire in der Region Bourgogne-Franche-Comté verläuft. Sie entspringt im Gemeindegebiet von Saint-Vallerin, entwässert generell in nordöstlicher Richtung und mündet nach rund 20 Kilometern an der Gemeindegrenze von Saint-Rémy und Lux als rechter Nebenfluss in die Saône. Rund 500 Meter vor ihrer Mündung nimmt sie von links den Nebenfluss Talie auf, der nachfolgende Mündungsabschnitt wird auch als Roie de Droux bezeichnet.

## Orte am Fluss
(Reihenfolge in Fließrichtung)
- Ponneau, Gemeinde Jully-lès-Buxy
- Saint-Germain-lès-Buxy
- La Charmée
- Lux